# Peter Woestenberg
Peter Woestenberg (18 d'agost de 1974) va ser un ciclista neerlandès que fou professionalment des del 2005 fins al 2006.

## Palmarès
- 2006
  - 1r a la Dorpenomloop Rucphen
  - Vencedor d'una etapa a la Volta a Cuba
- 2010
  - Vencedor d'una etapa a la Volta a Cuba